# Grand Prix Formule 1 van Azerbeidzjan 2017
De Grand Prix Formule 1 van Azerbeidzjan 2017 werd gehouden op 25 juni op het Baku City Circuit. Het was de achtste race van het kampioenschap.

## Vrije trainingen

### Uitslagen
- Er wordt enkel de top-5 weergegeven.

| Vrije training 1 | Pos | No | Coureur          | Constructeur         | Tijd     |
| ---------------- | --- | -- | ---------------- | -------------------- | -------- |
| Vrije training 1 | 1   | 33 | Max Verstappen   | Red Bull-TAG Heuer   | 1:44.410 |
| Vrije training 1 | 2   | 3  | Daniel Ricciardo | Red Bull-TAG Heuer   | 1:44.880 |
| Vrije training 1 | 3   | 5  | Sebastian Vettel | Ferrari              | 1:44.967 |
| Vrije training 1 | 4   | 11 | Sergio Pérez     | Force India-Mercedes | 1:45.398 |
| Vrije training 1 | 5   | 44 | Lewis Hamilton   | Mercedes             | 1:45.497 |
| Vrije training 2 | Pos | No | Coureur          | Constructeur         | Tijd     |
| Vrije training 2 | 1   | 33 | Max Verstappen   | Red Bull-TAG Heuer   | 1:43.362 |
| Vrije training 2 | 2   | 77 | Valtteri Bottas  | Mercedes             | 1:43.462 |
| Vrije training 2 | 3   | 3  | Daniel Ricciardo | Red Bull-TAG Heuer   | 1:43.473 |
| Vrije training 2 | 4   | 7  | Kimi Räikkönen   | Ferrari              | 1:43.489 |
| Vrije training 2 | 5   | 5  | Sebastian Vettel | Ferrari              | 1:43.615 |
| Vrije training 3 | Pos | No | Coureur          | Constructeur         | Tijd     |
| Vrije training 3 | 1   | 77 | Valtteri Bottas  | Mercedes             | 1:42.742 |
| Vrije training 3 | 2   | 7  | Kimi Räikkönen   | Ferrari              | 1:42.837 |
| Vrije training 3 | 3   | 44 | Lewis Hamilton   | Mercedes             | 1:43.158 |
| Vrije training 3 | 4   | 3  | Daniel Ricciardo | Red Bull-TAG Heuer   | 1:43.287 |
| Vrije training 3 | 5   | 31 | Esteban Ocon     | Force India-Mercedes | 1:43.344 |

## Kwalificatie
Lewis Hamilton behaalde voor Mercedes zijn vijfde pole position van het seizoen door teamgenoot Valtteri Bottas voor te blijven. Het Ferrari-duo Kimi Räikkönen en Sebastian Vettel kwalificeerde zich als derde en vierde, voor de Red Bull van Max Verstappen. De Force India-coureurs Sergio Pérez en Esteban Ocon zetten de zesde en zevende tijd neer, voor de Williams-rijders Lance Stroll en Felipe Massa. De top 10 werd afgesloten door Red Bull-coureur Daniel Ricciardo, die in het laatste deel van de kwalificatie een rode vlagsituatie veroorzaakte door met zijn achterwiel tegen de muur te knallen bij het uitkomen van de zesde bocht.
- Toro Rosso-coureur Carlos Sainz jr. veroorzaakte in de eerste ronde van de vorige race in Canada een ongeluk waarbij de Haas van Romain Grosjean en de Williams van Felipe Massa waren betrokken. Voor zijn aandeel in de crash ontving Sainz na afloop van de kwalificatie drie startplaatsen straf.[2]
- Beide McLaren-coureurs Fernando Alonso en Stoffel Vandoorne kregen een straf van respectievelijk veertig en dertig startplaatsen omdat zij meerdere onderdelen van hun motor moeten vervangen.[3]

### Kwalificatie-uitslag
| Pos                 | No | Coureur           | Constructeur         | Q1        | Q2       | Q3       | Grid |
| ------------------- | -- | ----------------- | -------------------- | --------- | -------- | -------- | ---- |
| 1                   | 44 | Lewis Hamilton    | Mercedes             | 1:41.983  | 1:41.275 | 1:40.593 | 1    |
| 2                   | 77 | Valtteri Bottas   | Mercedes             | 1:43.026  | 1:41.502 | 1:41.027 | 2    |
| 3                   | 7  | Kimi Räikkönen    | Ferrari              | 1:42.678  | 1:42.090 | 1:41.693 | 3    |
| 4                   | 5  | Sebastian Vettel  | Ferrari              | 1:42.952  | 1:41.911 | 1:41.841 | 4    |
| 5                   | 33 | Max Verstappen    | Red Bull-TAG Heuer   | 1:42.544  | 1:41.961 | 1:41.879 | 5    |
| 6                   | 11 | Sergio Pérez      | Force India-Mercedes | 1:43.162  | 1:42.467 | 1:42.111 | 6    |
| 7                   | 31 | Esteban Ocon      | Force India-Mercedes | 1:43.051  | 1:42.751 | 1:42.186 | 7    |
| 8                   | 18 | Lance Stroll      | Williams-Mercedes    | 1:43.613  | 1:42.284 | 1:42.753 | 8    |
| 9                   | 19 | Felipe Massa      | Williams-Mercedes    | 1:43.165  | 1:42.735 | 1:42.798 | 9    |
| 10                  | 3  | Daniel Ricciardo  | Red Bull-TAG Heuer   | 1:42.857  | 1:42.215 | 1:43.414 | 10   |
| 11                  | 26 | Daniil Kvjat      | Toro Rosso           | 1:42.927  | 1:43.186 |          | 11   |
| 12                  | 55 | Carlos Sainz jr.  | Toro Rosso           | 1:43.489  | 1:43.347 |          | 15   |
| 13                  | 20 | Kevin Magnussen   | Haas-Ferrari         | 1:44.029  | 1:43.796 |          | 12   |
| 14                  | 27 | Nico Hülkenberg   | Renault              | 1:43.930  | 1:44.267 |          | 13   |
| 15                  | 94 | Pascal Wehrlein   | Sauber-Ferrari       | 1:44.317  | 1:44.603 |          | 14   |
| 16                  | 14 | Fernando Alonso   | McLaren-Honda        | 1:44.334  |          |          | 19   |
| 17                  | 8  | Romain Grosjean   | Haas-Ferrari         | 1:44.468  |          |          | 16   |
| 18                  | 9  | Marcus Ericsson   | Sauber-Ferrari       | 1:44.795  |          |          | 17   |
| 19                  | 2  | Stoffel Vandoorne | McLaren-Honda        | 1:45.030  |          |          | 18   |
| 107% tijd: 1:49.121 |    |                   |                      |           |          |          |      |
| 20                  | 30 | Jolyon Palmer     | Renault              | geen tijd |          |          | 20   |

## Wedstrijd
In de eerste ronde van de wedstrijd raakten Kimi Räikkönen en Valtteri Bottas elkaar, waardoor Bottas schade aan zijn auto opliep en een pitstop moest maken om zijn voorvleugel en voorband te vervangen. In de elfde ronde moest Daniil Kvjat zijn Toro Rosso met pech aan de kant zetten, wat een safetycar veroorzaakte. Na zes ronden werd de race weer vrijgegeven, maar doordat een onderdeel van de auto van Räikkönen viel en gevaarlijk op het circuit lag, kwam de safetycar direct weer naar buiten. Aan het einde van deze safetycarfase reed Sebastian Vettel tegen een plotseling vertragende auto van Lewis Hamilton aan. Vettel was geïrriteerd door de sterk vertragende Hamilton en reed korte tijd later zijdelings tegen de auto van Hamilton. Beide Force India-coureurs Esteban Ocon en Sergio Pérez raakten elkaar bij een inhaalactie van de eerste, waardoor de safetycar opnieuw naar buiten moest komen. Uiteindelijk werd de race in de 21e ronde stilgelegd omdat er op meerdere plaatsen stukken kevlar op de baan lagen en dit een gevaar was voor de coureurs.
In ronde 31 moest Hamilton vanuit leidende positie verplicht een pitstop maken omdat de hoofdsteun van zijn auto losgeraakt was. Hamilton viel hierdoor terug naar de negende plaats. In dezelfde ronde kreeg Vettel een stop-and-go-penalty van 10 seconden vanwege zijn eerdere aanrijding met Hamilton en hij viel na deze straf terug naar de zevende plaats. 
Red Bull-coureur Daniel Ricciardo profiteerde van alle tumult en wist zijn eerste race van het seizoen te winnen. Valtteri Bottas werd tweede doordat hij in de laatste meters van de race Lance Stroll inhaalde; Stroll reed een foutloze race en behaalde zo zijn eerste podiumplaats in de Formule 1 in zijn debuutseizoen. Vettel en Hamilton kwamen terug tot de vierde en vijfde plaats, voor Esteban Ocon en Haas-coureur Kevin Magnussen, die ook allebei korte tijd op een podiumpositie reden. Carlos Sainz jr. haalde in de slotfase Fernando Alonso in, die met een negende plaats de eerste punten van het seizoen behaalde voor zijn team McLaren. De top 10 werd afgesloten door Sauber-coureur Pascal Wehrlein.

### Race-uitslag
| Pos. | No. | Coureur           | Constructeur         | Rondes | Tijd/Oorzaak uitval | Grid | Punten |
| ---- | --- | ----------------- | -------------------- | ------ | ------------------- | ---- | ------ |
| 1    | 3   | Daniel Ricciardo  | Red Bull-TAG Heuer   | 51     | 2:03:55.570         | 10   | 25     |
| 2    | 77  | Valtteri Bottas   | Mercedes             | 51     | +3.904              | 2    | 18     |
| 3    | 18  | Lance Stroll      | Williams-Mercedes    | 51     | +4.009              | 8    | 15     |
| 4    | 5   | Sebastian Vettel  | Ferrari              | 51     | +5.976              | 4    | 12     |
| 5    | 44  | Lewis Hamilton    | Mercedes             | 51     | +6.188              | 1    | 10     |
| 6    | 31  | Esteban Ocon      | Force India-Mercedes | 51     | +30.298             | 7    | 8      |
| 7    | 20  | Kevin Magnussen   | Haas-Ferrari         | 51     | +41.753             | 12   | 6      |
| 8    | 55  | Carlos Sainz jr.  | Toro Rosso           | 51     | +49.400             | 15   | 4      |
| 9    | 14  | Fernando Alonso   | McLaren-Honda        | 51     | +59.551             | 19   | 2      |
| 10   | 94  | Pascal Wehrlein   | Sauber-Ferrari       | 51     | +1:29.093           | 14   | 1      |
| 11   | 9   | Marcus Ericsson   | Sauber-Ferrari       | 51     | +1:31.794           | 17   |        |
| 12   | 2   | Stoffel Vandoorne | McLaren-Honda        | 51     | +1:32.160           | 18   |        |
| 13   | 8   | Romain Grosjean   | Haas-Ferrari         | 50     | +1 ronde            | 16   |        |
| 14   | 7   | Kimi Räikkönen    | Ferrari              | 46     | Olielek             | 3    |        |
| DNF  | 11  | Sergio Pérez      | Force India-Mercedes | 39     | Stoel               | 6    |        |
| DNF  | 19  | Felipe Massa      | Williams-Mercedes    | 25     | Demper              | 9    |        |
| DNF  | 27  | Nico Hülkenberg   | Renault              | 24     | Ongeluk             | 13   |        |
| DNF  | 33  | Max Verstappen    | Red Bull-TAG Heuer   | 12     | Motor               | 5    |        |
| DNF  | 26  | Daniil Kvjat      | Toro Rosso           | 9      | Transmissie         | 11   |        |
| DNF  | 30  | Jolyon Palmer     | Renault              | 7      | Versnellingsbak     | 20   |        |

## Tussenstanden wereldkampioenschap
Betreft tussenstanden voor het wereldkampioenschap na afloop van de race.

### Coureurs
| Positie | No. | Rijder           | Team                 | Punten |
| ------- | --- | ---------------- | -------------------- | ------ |
| 01      | 5   | Sebastian Vettel | Ferrari              | 153    |
| 02      | 44  | Lewis Hamilton   | Mercedes             | 139    |
| 03      | 77  | Valtteri Bottas  | Mercedes             | 111    |
| 04      | 3   | Daniel Ricciardo | Red Bull-TAG Heuer   | 92     |
| 05      | 7   | Kimi Räikkönen   | Ferrari              | 73     |
| 06      | 33  | Max Verstappen   | Red Bull-TAG Heuer   | 45     |
| 07      | 11  | Sergio Pérez     | Force India-Mercedes | 44     |
| 08      | 31  | Esteban Ocon     | Force India-Mercedes | 35     |
| 09      | 55  | Carlos Sainz jr. | Toro Rosso           | 29     |
| 10      | 19  | Felipe Massa     | Williams-Mercedes    | 20     |

### Constructeurs
| Positie | Team                 | Punten |
| ------- | -------------------- | ------ |
| 01      | Mercedes             | 250    |
| 02      | Ferrari              | 226    |
| 03      | Red Bull-TAG Heuer   | 137    |
| 04      | Force India-Mercedes | 79     |
| 05      | Williams-Mercedes    | 37     |
| 06      | Toro Rosso           | 33     |
| 07      | Haas-Ferrari         | 21     |
| 08      | Renault              | 18     |
| 09      | Sauber-Ferrari       | 5      |
| 10      | McLaren-Honda        | 2      |